# Gaetano Zoppi
Gaetano Zoppi (Chiavari, 3 marzo 1850 – Roma, 19 ottobre 1948) è stato un generale e dirigente sportivo italiano.
Fu venticinquesimo Comandante Generale dell'Arma dei Carabinieri Reali dal 14 settembre 1914 al 3 gennaio 1918 e simultaneamente fu comandante del V Corpo d'armata sull'Isonzo durante la prima guerra mondiale.

## Biografia
Figlio di Claudia Marcella Saporiti e Nicolò Zoppi, nacque da un'antica famiglia nobile fregiata del predicato di Zolasco (località in provincia della Spezia). Frequentò la scuola militare di fanteria e cavalleria e successivamente la scuola di guerra (1877). Fu presidente della fondazione Sante De Sanctis a Roma e senatore del Regno d'Italia nella XXVIII legislatura. Fu anche eletto presidente della sezione premilitare della S.P. Lazio nel febbraio 1913.
Entrò in guerra come comandante del XIII Corpo, per passare di lì a poco al V Corpo degli Altipiani. Nonostante le non eccezionali prove di comando e la disfatta del V Corpo non fu mai sotto inchiesta. Nel 1916 fu spostato al comando del corpo provvisorio detto “Z” (dall'iniziale del suo cognome), poi ribattezzato XXII, per passare infine al VI Corpo.
Per un breve periodo comandò il CTA (C.do Truppe Altopiano) ad Asiago. Nel 1918 fu collocato in congedo per limiti di età per poi essere richiamato in qualità di presidente della commissione avanzamento di carriera presso il Comando Supremo, con la promozione a generale d'armata.

## Battaglie
- Battaglia del Col Basson, 25 agosto 1915
- XII Battaglia dell'Isonzo, 20-26 ottobre 1917
- Battaglia di Natale, 25 dicembre 1917
- Battaglia dei Tre Monti Col del Rosso-Col d'Echele-Monte Valbella, 28-31 gennaio 1918

## Monumenti e dediche
La nona galleria della strada delle 52 gallerie del Monte Pasubio, scavate in occasione dei combattimenti della prima guerra mondiale, lunga 78 metri, porta il suo nome.